# M.O.L.
M.O.L. è il primo DVD dell'alternative metal band statunitense Disturbed. È un documentario che segue le varie attività del gruppo mentre è in studio e durante i tour. Contiene inoltre alcuni video musicali ed esibizioni live di parecchie canzoni tratte dal loro album di debutto, The Sickness. Il DVD contiene inoltre le esibizioni di altre canzoni, includendo un video per la versione demo della canzone Perfect Insanity, la quale fu poi registrata nuovamente dalla band ed inserita nel loro quarto album in studio, Indestructible, e una traccia non inserita all'epoca in nessun album, titolata A Welcome Burden, che fu inserita nella ristampa di The Sickenss, The Sickness 10th Anniversary Edition, per celebrare il decennale della pubblicazione, ed intervista ai membri della band.
M.O.L. è l'acronimo di "Meaning of Life", una canzone del loro primo album, anche se non viene inserita in questo DVD, eccezion fatta per brevi tratti, quando viene riprodotta in background tra i capitoli (anche altre canzoni vengono usate in questo modo).

## Capitoli DVD
1. Introduction (introduzione)
2. Origin (origine)
3. Want (Live)
4. Tooth (denti)
5. After September 11 (dopo l'11 settembre)
6. Dan
7. Conflict (Live)
8. Songwriting (composizione dei testi)
9. Stupify (video musicale)
10. Dave
11. Wheelchair (sedia a rotelle)
12. Mike
13. Fear (Live)
14. Fuzz
15. Voices (video musicale)
16. Wig (capigliatura)
17. Droppin' Plates (Live)
18. Fans (fan)
19. Shout 2000 (Live)
20. Groupies
21. Down with the Sickness (video musicale)
22. Fame (fama)
23. The Game (Live)

### Speciale
1. Photo Shoot (sessione fotografica)
2. Perfect Insanity
3. Band Origin (origine della band)
4. Worst Venue (peggior sede)
5. In the Studio Part 1 (nello studio parte 1)
6. In the Studio Part 2 (nello studio parte 2)
7. A Welcome Burden
8. In the Studio Part 3 (nello studio parte 3)
9. Fuzz
10. Mike
11. Dan

## Formazione
- David Draiman – voce
- Dan Donegan – chitarra elettrica, elettronica
- Steve "Fuzz" Kmak – basso elettrico, voce secondaria
- Mike Wengren – batteria

## Produzione
- Nathan "Karma" Cox – direttore
- D.O.B., Matt Caltabiano e Angela Smith – produttori
- Atom Rothlein – direttore delle esibizioni dal vivo
- Jennifer "Destiny" Rothlein – produttore delle esibizioni dal vivo
- David May – produttore della musica dal vivo